# Aida Kamel
Aida Kamel (Cairo, 22 de setembro de 1931 - Cairo, 7 de setembro de 2020) foi uma atriz egípcia de cinema, teatro e televisão, cuja carreira iniciou na década de 1950.

## Biografia
Nasceu em 1931. Vinculou-se à indústria do cinema egípcio um começos da década de 1950, registando aparecimentos nos filmes Wahiba malikat al-ghagar (1951), Ma takulshi la hada (1952), Hadassa zata laila (1954) e Mawed maa el-Maghool (1959). Em 1985 interpretou o papel de Aarous Ao Bohour na série de televisão Alf Lilah Wa Lilah e na década de 1990 destacou em produções para televisão como Alless Allazi Ohibouh e Hawanem Garden City. Ao todo, Kamel apareceu em para perto de 120 produções para cinema, teatro, televisão e rádio em seu país.
Faleceu na Capital egípcia a 7 de setembro de 2020 com os oitenta e nove anos depois de passar três semanas internada num hospital por problemas de estômago e cólon.

## Filmografía destacada

### Cinema e televisão
- 1998 - Hawanem Garden City
- 1997 - Alless Allazi Ohibouh
- 1985 - Alf Lilah Wa Lilah
- 1979 - Iskanderija... lih?
- 1959 - Mawed maa el-Maghool
- 1955 - Fajr
- 1954 - Hadassa zata laila
- 1952 - Ma takulshi la hada
- 1951 - Wahiba malikat al-ghagar